# Nyhamnsläge-Lerhams kusthed
Nyhamnsläge-Lerhamns kusthed är ett naturreservat i Höganäs kommun i Skåne län.
Den centrala delen av området naturskyddades 1977 och 2004 utökades det mot norr och söder till totalt 32 hektar, varav 20 hektar land samt vatten till 3 meters djup. Det är beläget längs stranden mellan Lerhamn och Nyhamnsläge och består av en öppen betad kusthed med klapperstensområden. 
Domarringar och gravhögar är minnen från de första människor som bosatte sig här och längs kusten ligger värn från andra världskriget

## Bilder

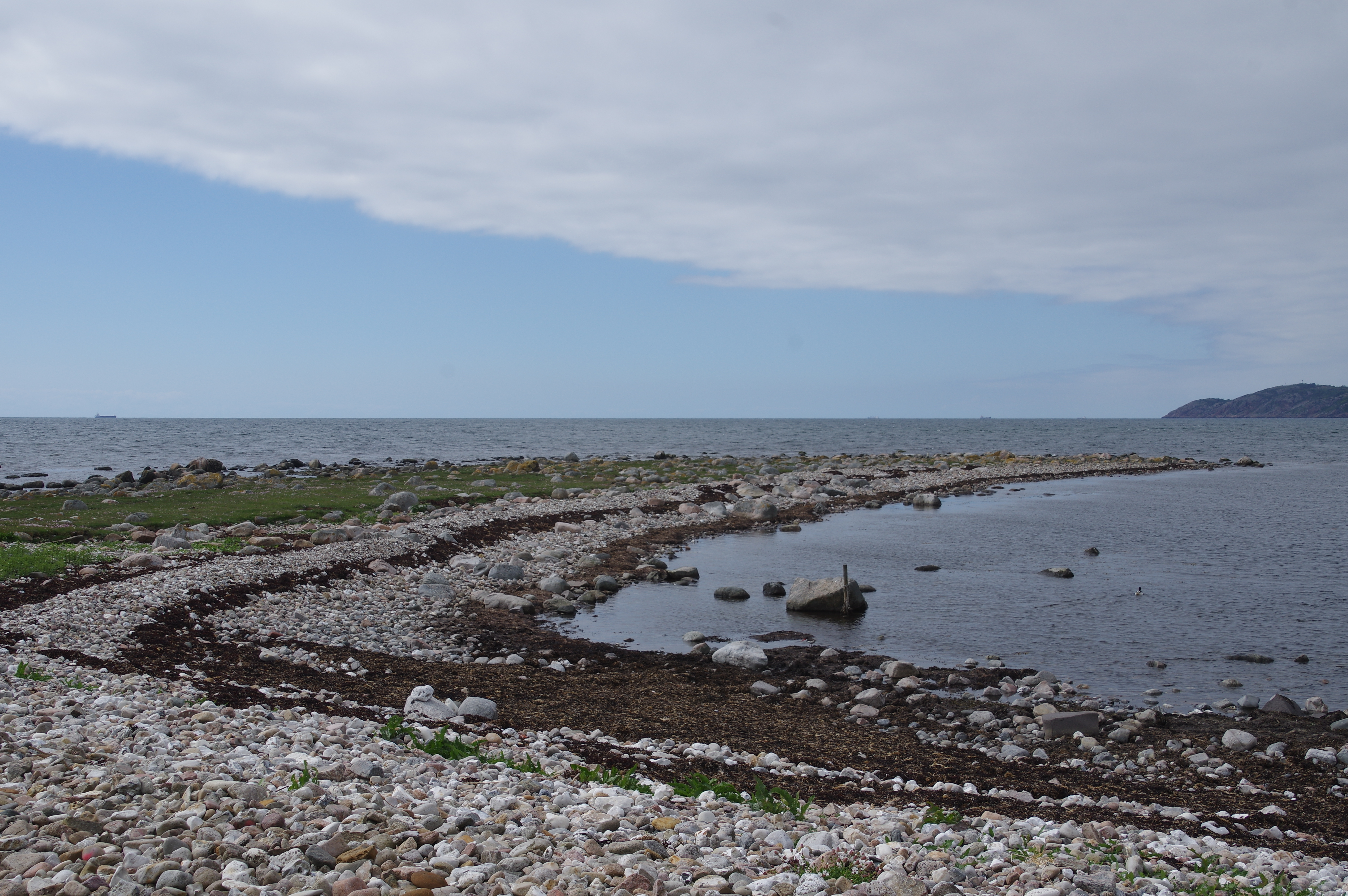
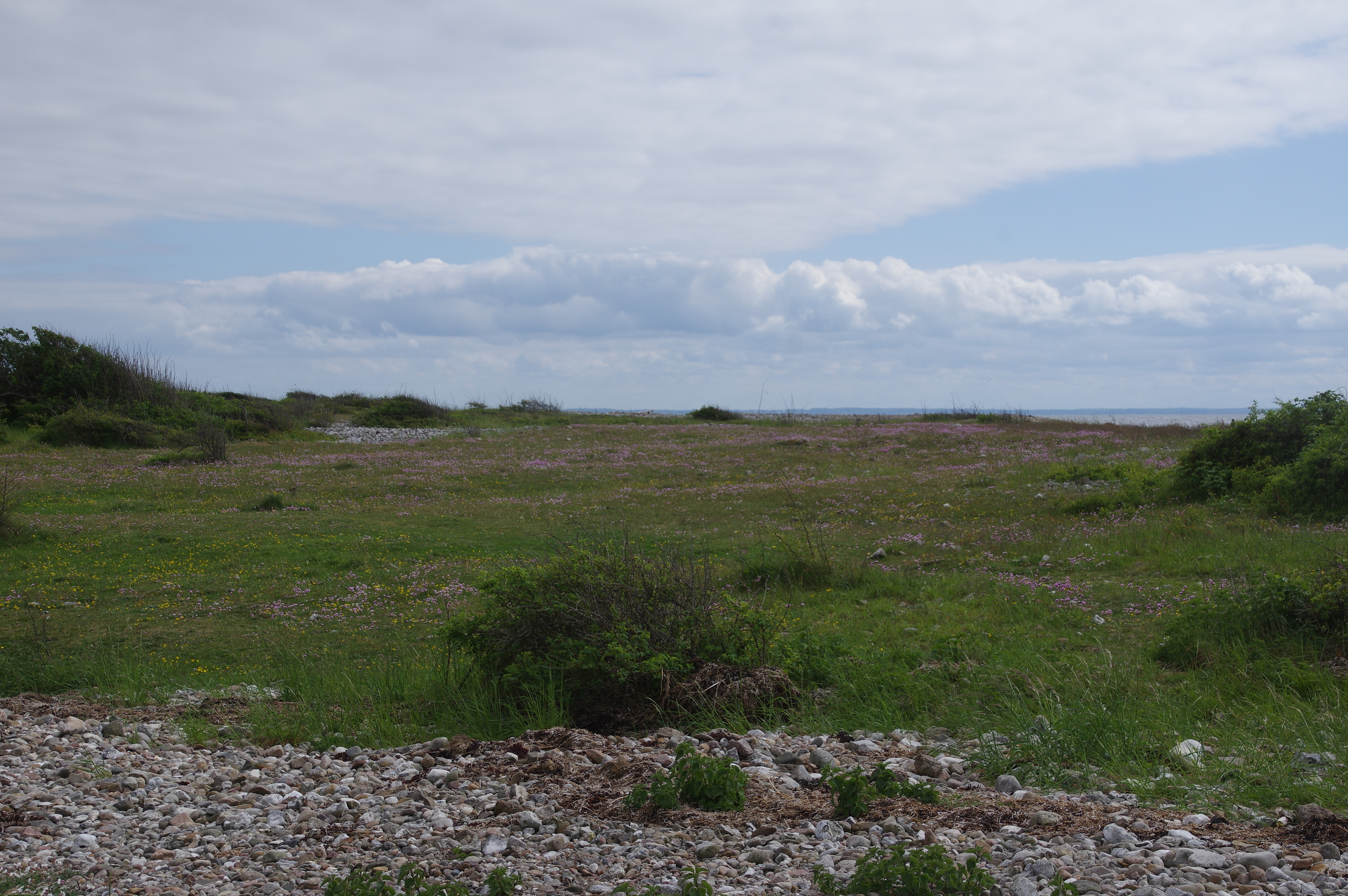
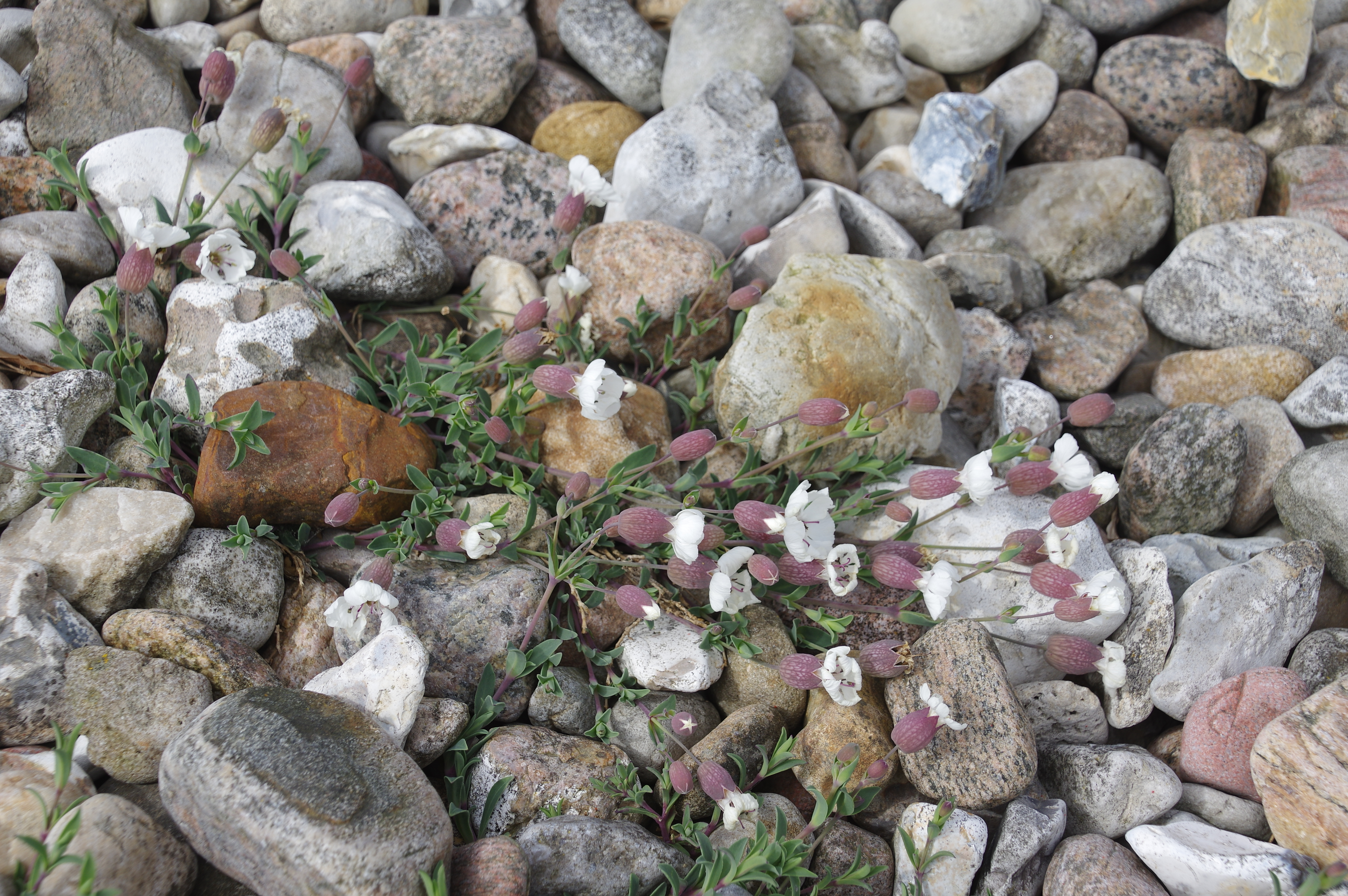
Klappersten.